# 徐欣羨
徐欣羡（英語：Tracy Hsu），澳門青年導演，其長篇處女作《骨妹》於2017年上映，並獲得第一屆澳門國際影展暨頒獎典禮「澳门观众大奖」。
徐欣羡成長於澳門，高中畢業後前往臺灣主修電影，在大學其間拍攝十餘部短片。後轉輾至香港，並在2013年畢業於香港演艺学院取得碩士學位。

## 執導作品
| 年份 | 電影             |
| ---- | ---------------- |
| 2017 | 骨妹             |
| 2023 | 我們的十八歲     |
| 2024 | 想去和你再見一面 |